# محوطه باباجیلان
محوطه باباجیلان مربوط به عصر آهن است و در شهرستان دلفان، بخش کاکووندغربی، دهستان ایتیوند جنوبی، ۲ کیلومتری شمال روستای باباجیلان واقع شده و این اثر در تاریخ ۲۲ آبان ۱۳۸۶ با شمارهٔ ثبت ۲۰۰۶۱ به‌عنوان یکی از آثار ملی ایران به ثبت رسیده است.